# Qendra Tregtare Univers
Qendra Tregtare Univers (zu deutsch: Handelszentrum Universum), auch QTU genannt, ist ein großes Einzelhandelsunternehmen in Albanien. Das Unternehmen besitzt ein Einkaufszentrum und ist in Besitz der von Samir Mane präsidierten Balfin Group.

## Geschichte
Im August 2003 wurde mit dem Bau des damals ersten Einkaufszentrums Albaniens in der Hauptstadt Tirana begonnen. Die Mall Albaniens wurde am 1. Oktober 2005 offiziell eröffnet. Das Einkaufszentrum wurde von zwei österreichischen Architekten entworfen und übertraf in den ersten Wochen alle Erwartungen bezüglich Besucherzahlen. Im Jahre 2006 wurde der QTU in Tirana wegen Kapazitätsbelastung ausgebaut und erneuert.
2007 expandierte der QTU nach Fier.

## QTU Tirana

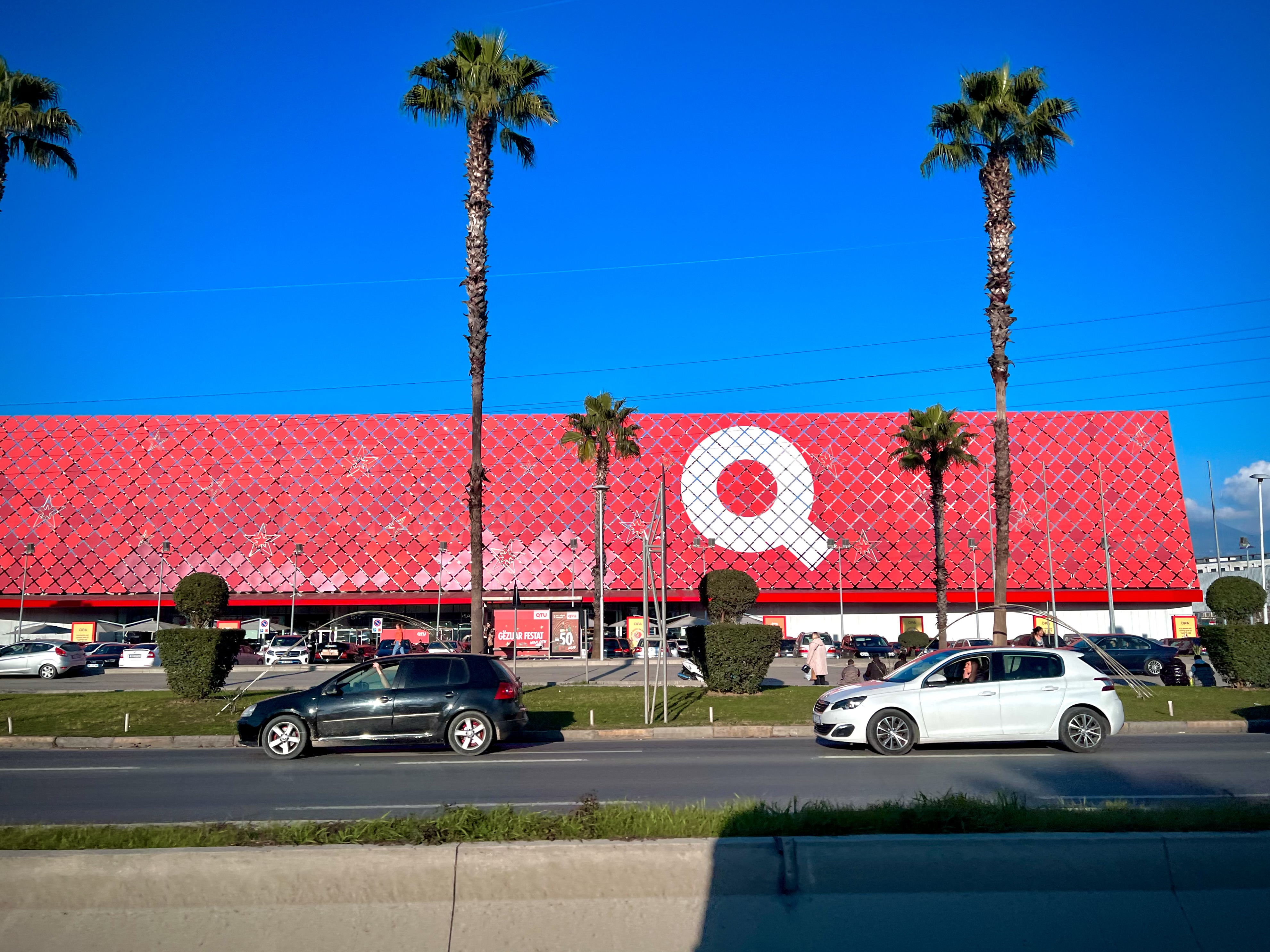
QTU Tirana direkt an der Autobahn Tirana–Durrës

Das Grundstück hat eine Fläche von 21.500 m², davon sind 13.600 m² Einkaufs-Fläche. Das Gebäude besitzt 1000 Parkplätze, darunter 700 überdachte. Im Einkaufszentrum ist ein Supermarkt Euromax integriert, welcher mit 4.000 m² den größten Platz im Gebäude einnimmt. Das Elektronik-Geschäft Neptun Shops ist mit 1.700 m² der zweitgrößte Mieter. Im Einkaufszentrum gibt es insgesamt 75 Geschäfte und 3 Restaurants und Bars.

## QTU Fier
Ein weiteres Einkaufszentrum der QTU wurde im Jahr 2007 in Fier eröffnet. Das Gebäude befindet sich nur einen Kilometer vom Stadtzentrum entfernt. Dieser zusätzliche Standort wurde gewählt, da 45 % der Importe Albaniens im nur 35 Kilometer entfernten Hafen von Vlora ankommen. Es befinden sich 20 Geschäfte und Restaurants in der Mall. Das Gebäude hat eine auffallend runde Form. Zwischenzeitlich gehört das Einkaufszentrum nicht mehr zur QTU-Gruppe.